# Chetoptilia
Chetoptilia är ett släkte av tvåvingar. Chetoptilia ingår i familjen parasitflugor.
Kladogram enligt Catalogue of Life och Dyntaxa:
| Chetoptilia | \| \| Chetoptilia angustifrons \| \| \| \| \| \| Chetoptilia burmanica \| \| \| \| \| \| Chetoptilia cyanea \| \| \| \| \| \| Chetoptilia metallica \| \| \| \| \| \| Chetoptilia plumicornis \| \| \| \| \| \| Chetoptilia puella \| \| \| \| |
|             | \| \| Chetoptilia angustifrons \| \| \| \| \| \| Chetoptilia burmanica \| \| \| \| \| \| Chetoptilia cyanea \| \| \| \| \| \| Chetoptilia metallica \| \| \| \| \| \| Chetoptilia plumicornis \| \| \| \| \| \| Chetoptilia puella \| \| \| \| |
|             | Chetoptilia angustifrons |
|             | |
|             | Chetoptilia burmanica |
|             | |
|             | Chetoptilia cyanea |
|             | |
|             | Chetoptilia metallica |
|             | |
|             | Chetoptilia plumicornis |
|             | |
|             | Chetoptilia puella |
|             | |